# Обикновен хмел
Обикновен хмел, или увивен хмел (на латински: Humulus lupulus), е вид тревисто многогодишно растение от род Хмел, семейство Конопови.

## Разпространение и екология
Растението е широко разпространено в умерения пояс на Евразия и Северна Америка; среща се също така в северните части на Африка (Мароко). Родината на обикновения хмел е неизвестна.
В България е разпространен повсеместно – расте из храсталаците, покрай реките, горите и влажните места из цялата страна – до 1000 м надморска височина. Отглежда се като културно растение в районите на Велинград, Самоков, Ихтиман и Трън.

## Ботаническо описание
Хмелът е многогодишно, увивно, двудомно растение с много дълго пълзящо коренище. Стъблото му дълго до 6 метра, тънко, кухо и грапаво, покрито с къси шипчета, с които растението се прикрепя към околните дървета и предмети.
Листата му са срещуположни, едри, назъбени, с диаметър 5 мм, с 5 тичинки, събрани в метличести съцветия. Женските съцветия са събрани в жълтозелени класовидни съцветия, наподобяващи шишарки. По вътрешната повърхност на прицветните люспи се намират дребни етеричномаслени жлези. При узряване шишарката е дълга до 5 см.
Плодът е сивкаво яйцевидно орехче. Растението цъфти през май-октомври.

## Употреба
Цветовете на хмела (т.н. шишарки) се използват за производство на бира и за билкова терапия.
Днес в почти всички бири се влага известно количество хмел, което е и основното стопанско приложение на това растение. Хмелът притежава няколко важни за бирата свойства. Той придава на напитката горчивина, която балансира сладостта на малца, както и цветни, цитрусови и билкови аромати и вкусове. Хмелът има и антибиотичен ефект, който благоприятства развитието на пивните дрожди за сметка на останалите микроорганизми. При готовата бира той удължава времето, през което се задържа пяната, а с киселинността си действа като консервант.
Народната медицина препоръчва съцветията на хмела самостоятелно или в комбинация с други билки, при невроза, климактерични оплаквания, гастрити, болезнено уриниране, болезнена менструация, цистити, пясък и камъни в жлъчния мехур, жълтеница, възпаление на простатната жлеза. Билката се прилага външно при отоци и язви.
Възглавничка, напълнена с пресни съцветия от хмел, е добро средство при безсъние.

## Подвидове
В рамките на вида се разграничават няколко подвида:
- Humulus lupulus var. cordifolius (Miq.) Maxim.
- Humulus lupulus var. lupuloides E.Small
- Humulus lupulus var. lupulus
- Humulus lupulus var. neomexicanus A.Nels. & Cockerell
- Humulus lupulus var. pubescens E.Small